# Nashville
|  | Per a altres significats, vegeu «Nashville (desambiguació)». |

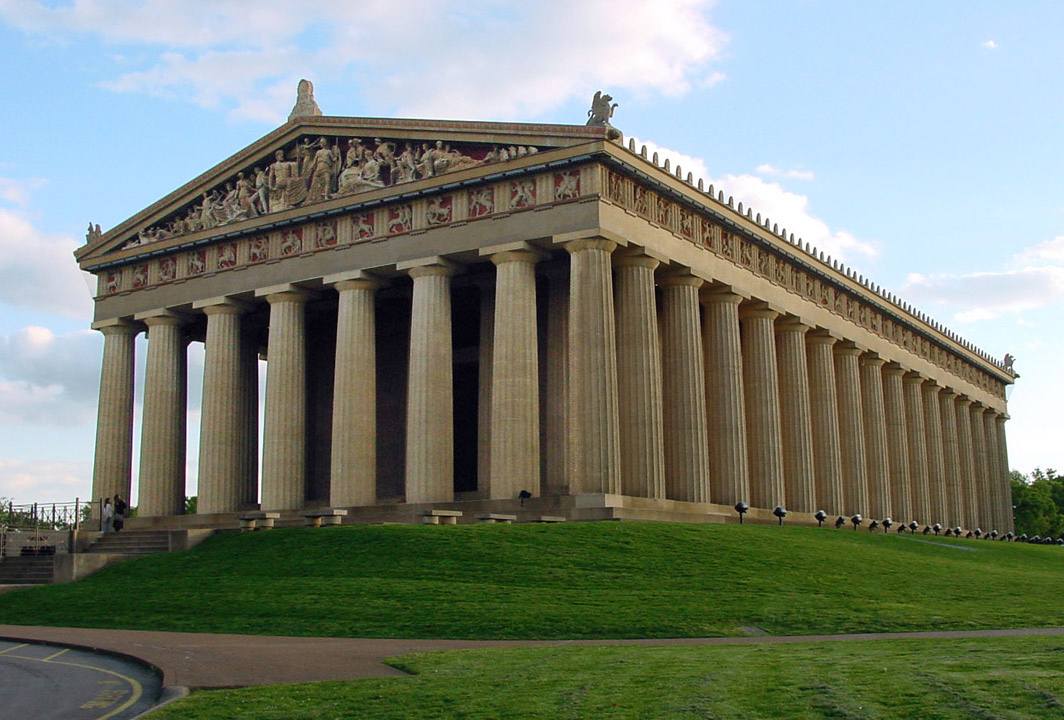
El Partenó de Nashville

Nashville és la capital de l'Estat de Tennessee, als Estats Units d'Amèrica. Situada a la riba del riu Cumberland, al comtat de Davidson, és considerada la capital mundial de la música country. És per això que la ciutat és coneguda als Estats Units d'Amèrica com la Music City, USA. Anomenada així en honor a Francis Nash, un general de l'Exèrcit Continental durant la Guerra de la Independència dels Estats Units, la ciutat va ser fundada el 1779. En el passat era coneguda com l'“Atenes del sud”, per la profusió d'arquitectura neoclàssica a la ciutat i la gran quantitat d'institucions educatives. L'any 2020 Nashville tenia 689.447 habitants, sent la ciutat més poblada de Tennessee.

## Història de Nashville
Els abundants recursos naturals del Tennessee Mitjà i molts animals van atreure els paleoamericans ja fa onze mil anys. Els natius americans de la cultura del Mississippi van viure aquí ca. Del 1000 al 1400 dC. Van construir ciutats al voltant de grans túmuls de terra, alguns dels quals sobreviuen avui dia. Van seguir Cherokees, Chickasaws i Shawnees. A finals del 1600 i principis del 1700, els comerciants de pells francesos van arribar a "the Bluffs" (ara el centre de Nashville). El francocanadenc Timothy Demonbreun va començar a caçar aquí a la dècada de 1760 i va ser aquí quan van arribar els primers colons des de l'Est.
A principis del 1800, Nashville creixia ràpidament. El 1796 Tennessee s'havia convertit en el setze estat. La seva ubicació al riu Cumberland va ser fonamental per al creixement de Nashville durant la primera meitat del segle XIX. L'arribada del primer vaixell de vapor l'any 1819 va obrir el camí al comerç amb ciutats com Nova Orleans i Pittsburgh, i Nashville es va convertir en el principal punt de distribució de mercaderies a tot el centre del sud. Els vaixells de vapor portaven arròs, sucre, cafè i articles per a la llar a Nashville i tornaven amb cotó, tabac, blat de moro i fusta. A més de les pròsperes empreses mercantils, van començar a créixer les indústries bancàries, impremtes i editorials. També hi havia grans finques i plantacions.
El 1860 Nashville era una ciutat pròspera amb prop de 14.000 habitants. A causa de la seva ubicació al riu i dels enllaços ferroviaris de nova construcció que connectaven Louisville, Nashville, Chattanooga i Atlanta, Nashville era un centre extremadament important per a la distribució de subministraments. El febrer de 1862 l'exèrcit de la Unió va ocupar la ciutat i la va mantenir fins al final de la Guerra Civil. La batalla de Nashville, lliurada el 1864, va ser l'última acció agressiva de l'Exèrcit Confederat de Tennessee. Els primers trets es van fer des de Fort Negley, un fort de la Unió construït en gran part per mà d'obra afroamericana.
Després de la guerra, Nashville va experimentar un renovat vigor en els negocis i la indústria i un creixement substancial de la població. Ja com a centre d'impressió, la ciutat va continuar desenvolupant-se com a important centre de distribució i majorista. El creixement més notable, però, va ser a l'educació. El 1866 es va fundar la Universitat Fisk com una de les primeres escoles privades dedicades a l'educació dels afroamericans. La Universitat de Vanderbilt es va fundar el 1873, i el Peabody College, ara part de la Universitat de Vanderbilt, va començar com a institució per a la formació de professors el 1875. El 1876 es va establir el Meharry Medical College per a l'educació dels metges negres.
Amb l'arribada dels tramvies, primer tirats per mules, després elèctrics, Nashville va començar a créixer més enllà del centre de la ciutat a mitjans del segle xix. A principis del segle xx, els nashvillians van lluitar amb els mateixos problemes i problemes públics que la majoria dels Estats Units durant aquest període: la prohibició, la sortida dels seus ciutadans a lluitar a la Primera Guerra Mundial, el sufragi femení i la Gran Depressió. La batalla final pel sufragi femení es va lliurar a Nashville l'agost de 1920, quan l'Assemblea General de Tennessee es va convertir en la trenta-sisa legislatura estatal que va ratificar la Dinovena Esmena de la Constitució dels Estats Units, donant dret a vot a les dones nord-americanes. L'any 1949 Nashville va llançar el primer programa de renovació urbana de la postguerra al país, el Projecte de Reurbanització de Capitol Hill.
A les dècades de 1950 i 1960, els problemes de segregació i desigualtat racials que no s'havien resolt durant molt de temps van arribar a un punt culminant en el moviment nacional pels drets civils. A Nashville, Kelly Miller Smith, pastor de la Primera Església Baptista, Capitol Hill, i altres líders religiosos locals van formar estudiants voluntaris en els principis de la no-violència i van organitzar un moviment d'assentaments ben disciplinat que es va convertir en un model per a manifestacions similars al sud. Nashville es va convertir en la primera gran ciutat del sud que va experimentar una desegregació generalitzada dels equipaments públics. El 1963 Nashville i el comtat de Davidson es van fusionar, convertint-se en el primer govern consolidat de ciutat/comtat dels Estats Units.
Al segle xx, l'economia empresarial de Nashville es va diversificar cada cop més i es va orientar als serveis. Després de la Primera Guerra Mundial, les assegurances, la banca i els valors van dominar l'escena econòmica i Union Street del centre de la ciutat es va conèixer com el "Wall Street of the South". A l'últim quart del segle, els serveis sanitaris van sorgir com la indústria més gran de Nashville, començant el 1968 amb la fundació de Hospital Corporation of America. La música i l'entreteniment, la impressió i l'edició, l'educació i el turisme van seguir de prop. A la dècada de 1990, Nashville comptava amb divuit institucions d'educació superior, una indústria turística que atreia vuit milions de visitants l'any i una pròspera indústria editorial i d'impressió. A més, la regió de Middle Tennessee és ara el centre de producció d'automòbils més gran del sud dels Estats Units.

## Fills il·lustres
- James K. Polk (1795 - 1849), 11è President dels EUA

## Ciutats agermanades

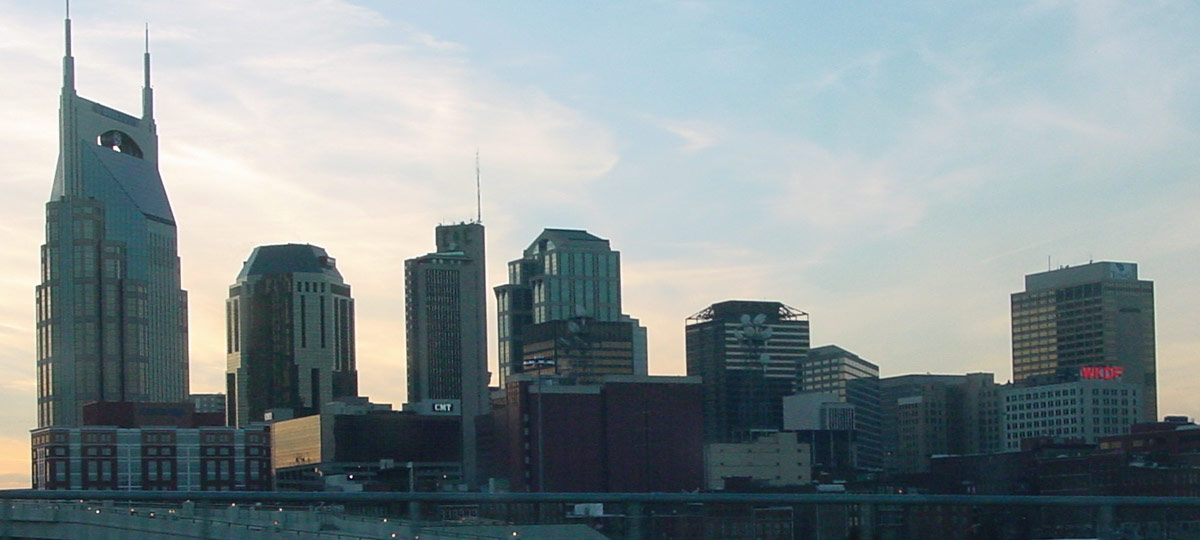
Vista del skyline de Nashville

Nashville està agermanada amb les següents ciutats:
- Edmonton, Alberta, Canadà
- Caen, Baixa Normandia, França
- Magdeburg, Saxònia-Anhalt, Alemanya
- Belfast, Irlanda del Nord, Regne Unit
- Manchester, Nou Hampshire, Estats Units d'Amèrica